# 东坑水库
东坑水库是中国福建省南平市浦城县管厝乡境内的一座水库，位于岩步溪上，建于1979年。水库正常库容为1206万立方米，集雨面积为38平方千米，海拔为354米。